# Рослинний континуум
Рослинний континуум — властивість рослинності існувати у вигляді безперервного покриву. Він проявляється в поступовому переході рослинних угруповань одне в одного при поступовій зміні умов зовнішнього середовища. Уявлення про континуальну організацію рослинного покриву прийшло на зміну уявленням про його дискретність в середині XX століття. Питання про те, дискретний рослинний покрив або контінуальний було центральним в  історії геоботаніки, адже кожна з концепцій передбачала особливі підходи до вивчення фітоценозів, їх  класифікації і практичного використання.
Види рослинного континууму:
- просторовий континуум — поступова зміна складу і властивостей рослинного покриву у просторі;
  - горизонтальний континуум — плавний перехід одних спільнот в інші при зміні умов середовища;
  - вертикальний континуум — поступовий перехід одних  ярусів фітоценозу в інші.
- Часовий континуум — поступова зміна складу і властивостей рослинного покриву в часі (при сезонних і багаторічних коливаннях, сукцесії і еволюції рослинності).
- Синтаксономічний континуум — відображає наявність перехідних (проміжних) спільнот між їх типами (синтаксонами).

Безперервність рослинного покриву є універсальним явищем, хоча ступінь безперервності може бути найрізноманітнішою. Вона зростає в спільнотах з наявністю декількох сильних едифікаторів (наприклад, ліси помірного поясу) і зменшується у спільнотах з безліччю слабких едифікаторів (наприклад, луги, рудеральна рослинність,  степи).
Сучасне уявлення про фітоценоз як умовне, реально не існуюче утворення, виникло на основі індивідуалістичної гіпотези, розробленої  Л. Г. Раменським і американським ботаніком  Г. Глізоном. Суть цієї гіпотези полягає в тому, що кожен вид специфічний за своїм ставленням до зовнішнього середовища і має екологічну амплітуду, яка не збігається повністю з амплітудами інших видів (тобто кожен вид розподілений «індивідуалістично»). Кожне співтовариство утворює види,  екологічні амплітуди яких перекриваються в даних умовах середовища. При зміні будь-якого фактора або групи факторів поступово зменшують різноманітність і зникають одні види, з'являються і збільшують різноманітність інші види, і таким шляхом здійснюється перехід від одного типу рослинних угруповань до іншого. Внаслідок специфічності (індивідуальності) екологічних амплітуд видів ці зміни відбуваються не синхронно, і при поступовій зміні середовища рослинність змінюється також поступово. Таким чином, рослинні співтовариства не утворюють чітко відокремлені одиниці, а зв'язуються перехідними спільнотами в безперервно варіюючу систему.